# Ламбо, Жозеф Мари Тома
Жозеф Мари Тома Ламбо, Жеф Ламбо (фр. Joseph Marie Thomas Lambeaux; 14 января 1852, Антверпен — 6 июня 1908, Брюссель) — бельгийский скульптор.
Учился в Антверпенской академии искусств у Йозефа Геефса. Дебютировал на выставках в 1871 году, некоторое время работал в Париже и в Италии, затем вернулся в Бельгию. Сотрудничал с архитектором Виктором Орта — в частности, комплекс барельефов «Страсти человеческие», созданный Ламбо, был размещён в павильоне, который Орта построил к открытию в Брюсселе Парка пятидесятилетия (1880, к 50-летию независимости Бельгии). Много работал в области садово-парковой скульптуры.